# Statira (moglie di Artaserse II)
Statira (fl. V secolo a.C.) è stata la consorte del gran re persiano Artaserse II.

## Biografia
Apparteneva ad una delle più influenti casate aristocratiche persiane in quanto discendente da Idarne, uno dei sette persiani che avevano partecipato al complotto contro Gaumata. Suo padre, anch'esso chiamato Idarne era stato satrapo dell'Armenia, carica poi passata a suo fratello Teriteucme. Un altro suo fratello, Tissaferne era satrapo di Lidia a Caria. Proprio in virtù di tale rango fu data in sposa all'erede al trono, Arsace, il futuro Artaserse II
La famiglia cadde tuttavia in disgrazia in seguito ad un tentativo di rivolta guidato dal fratello di Statira, Teriteucme, conclusosi con la morte di quest'ultimo. Alla successiva purga sopravviveranno solo Statira, per intercessione di Arsace, e Tissaferne, in virtù dei servigi resi come satrapo e diplomatico, il resto della famiglia; la madre le sorelle ed i fratelli saranno giustiziati.
Ctesia di Cnido nella sua Storia persiana dice che fu uccisa da Parisatide, moglie di Dario II e madre di Artaserse II, perché a causa sua, Clearco, comandante dell’esercito mercenario spartano corso in aiuto a Ciro nella ribellione contro suo fratello Artaserse, fu giustiziato. Infatti, dopo la battaglia di Cunassa del 401 a. C., Clearco e i suoi uomini si erano rifugiati in una città che era sotto il controllo di Parisatide, ma Tissaferne, satrapo della Lidia e della Caria, con l’aiuto del tradimento del tessalo Menone, catturó i greci e li condusse al cospetto di Artaserse II a Babilonia. Sul modo con cui Parisatide uccise Statira lo storico Ctesia, che a quando dice ebbe informazioni dalla stessa Parisatide, scrisse che la regina cosparse di veleno un solo lato di un coltello e con questo taglió in due metà un piccolo uccellino. Statira, che temeva la vendetta, si rassicuró vedendo Parisatide mangiare la metà dello stesso alimento che le veniva offerto, e così accettó ignara del fatto che solo una parte di quel cibo era contaminata. Artaserse, saputo ciò che la madre aveva fatto, fece torturare e uccidere tutti i suoi enuchi.